# Noorddijk (Groningue)
Pour les articles homonymes, voir Noorddijk.
Noorddijk (en groningois : Noorddiek) est un village de la commune néerlandaise de Groningue, situé dans la province de Groningue, au nord-est de la ville de Groningue.
Noorddijk était une commune indépendante avant le 1er janvier 1969, date de son rattachement à la commune de Groningue.